# Andrés Ramos de Molina
Andrés Ramos de Molina (Montoro, c. 12 de octubre de 1657 - Jaén, 28 de septiembre de 1737) fue un compositor y maestro de capilla español.

## Vida
Andrés Ramos de Molina nació en Montoro, actualmente en la provincia de Córdoba, en 1657, hijo de Francisco Ramos y Francisca de Molina, siendo bautizado el 12 de octubre de 1657. Se desconoce cual fue su formación musical.
En abril de 1685 se presentó con éxito a las oposiciones para la organistía de la Colegiata de Antequera. El cabildo lo consideró hábil, suficiente y capaz, por lo que Ramos tenía derecho a la media ración correspondiente al cargo. La ración de organista y la de maestro de capilla en Antequera no estaban bien remuneradas, por lo que se solían complementar con una capellanía. Es posible que esa fuese la razón por la que Ramos permaneciese poco o nada en el cargo.
Las siguientes noticias que se tienen de él son de su llegada desde Alcalá la Real a la Catedral de Guadix el 29 de octubre de 17, donde ejerció de maestro de capilla con un salario de 150 ducados y 24 fanegas de trigo. El maestro Bartolomé de Alaminos se quería jubilar y el cabildo de Guadix decidió contratar a Ramos por un salario inferior al que habían tenido los maestros anteriores, unos 200 ducados y 24 fanegas de trigo, y muy por debajo de las grandes catedrales, como la de Santiago de Compostela o Sevilla, que pagaban unos 400 ducados. No hay muchas más noticias sobre Ramos en la sede accitana, siendo la última mención en junio de 1702.
En 1702 aparece un Andrés Ramos, capellán y sochantre, mencionado en la Catedral de Salamanca. Podría tratarse del mismo músico, por lo que coincidirían las fechas, pero no es seguro, ya que parece que Ramos regresó a Alcalá la Real posteriormente.
La siguiente etapa, que se encuentra bien documentada, fue su estancia como organista en la Catedral de Jaén de 1709 a 1737. Parece que fue muy apreciado, con un salario de nada menos que 300 ducados, algo impensable en sedes menores, como la de Guadix, o la Capilla Real de Granada, que a mediados del siglo XVIII pagaba solo 100 ducados. En Guadix estuvo muy activo como juez de las oposiciones de organistas de parroquias de la provincia y de músicos de la catedral, destacando su labor en las del maestro de capilla de 1711, que serían ganadas por Juan Manuel de la Puente.
En 1716 obtuvo una ración en la Catedral, que fue otorgada y perpetuada el año siguiente. En 1736 hay noticias de una acusada falta de vista del maestro, debido a su avanzada edad, falleciendo en Jaén el año siguiente, el 28 de septiembre de 1737. Le sustituiría en el cargo de forma interina su sobrino, Francisco Rosal Ramos, que era organista segundo desde 1709 con un salario de 50 ducados y un cahíz de trigo. Mantuvo la interinidad hasta 1751, fecha de su fallecimiento, siendo sustituido por José Ibáñez Colomo.

## Obra
No se conocen composiciones de Andrés Ramos.